# Presidente del Consejo Administrativo del Estado de Birmania
El Presidente del Consejo Administrativo del Estado es el jefe de gobierno de facto de Myanmar desde el golpe de Estado de 2021. Min Aung Hlaing es el actual titular del cargo y también se desempeña como primer ministro del recién formado gobierno interino.

## Antecedentes
El 1 de febrero de 2021, el ejército de Myanmar lanzó un golpe de Estado contra los miembros elegidos democráticamente del partido gobernante de Myanmar, la Liga Nacional para la Democracia. El líder del golpe, Min Aung Hlaing, se convirtió en el líder de facto del estado después del golpe. Un día después del golpe, Min Aung Hlaing formalizó su liderazgo formando el Consejo de Administración del Estado, en el que asumió la presidencia.

## Poderes
Como Min Aung Hlaing ocupó simultáneamente el cargo de comandante en jefe de las Fuerzas Armadas de Myanmar, tiene derecho a ejercer poderes legislativos, judiciales y ejecutivos. Su oficina de presidente ejerce su poder legislativo.

## Lista
| No. | Retrato | Nombre (nacimiento–muerte) | Inicio               | Fin         | Tiempo en el cargo | Presidente(s) |
| --- | ------- | -------------------------- | -------------------- | ----------- | ------------------ | ------------- |
| 1   |         | Min Aung Hlaing (1956-)    | 2 de febrero de 2021 | en el cargo | 4 años y 51 días   | Myint Swe     |

## Vicepresidente del Consejo Administrativo del Estado
El Vicepresidente del Consejo Administrativo del Estado es el subjefe de gobierno de facto de Myanmar.
| No. | Retrato | Nombre (nacimiento–muerte) | Inicio               | Fin         | Tiempo en el cargo | Presidente      |
| --- | ------- | -------------------------- | -------------------- | ----------- | ------------------ | --------------- |
| 1   |         | Soe Win (1961-)            | 2 de febrero de 2021 | en el cargo | 4 años y 51 días   | Min Aung Hlaing |